# Ōeyama
L'Ōeyama (大枝山), aussi appelé Ooe-yama et mont Ooe, est une colline culminant à 480 m d'altitude de la préfecture de Kyoto au Japon.
Le mont est connu dans la mythologie populaire comme la résidence du démon Shuten-dōji. Il est situé à l'ouest de la ville de Kyoto, dans l'arrondissement de Nishikyō-ku et à l'est de la ville de Kameoka.